# Ansgarius (cráter)
Ansgarius es un cráter de impacto lunar que se encuentra cerca de la extremidad oriental de la Luna. Cuando se ve desde la Tierra, el cráter tiene una forma altamente ovalada debido al escorzo, pero el borde es en realidad casi circular. Al noroeste de Ansgarius está el cráter La Pérouse, y al sur está Behaim.
El borde de Ansgarius  presenta desgastes significativos. Su superficie interior es aterrazada. El borde suroeste parece algo achatado en vez de curvado, y se introduce en una formación más antigua de la que queda muy poco, excepto el borde occidental. Hay una muesca hacia el exterior en la pared norte-noreste. El piso interior de Ansgarius es relativamente plano, con solo pequeños cráteres que marcan su superficie.
|  |  |
|  |  |

## Cráteres satélite
Por convención estos elementos son identificados en los mapas lunares poniendo la letra en el lado del punto medio del cráter que está más cerca de Ansgarius.
|           | \| Ansgarius \| Coordenadas \| Diámetro \| \| --------- \| ----------------------------- \| -------- \| \| B \| 11°54′S 83°48′E / -11.9, 83.8 \| 29 km \| \| C \| 14°48′S 74°48′E / -14.8, 74.8 \| 14 km \| \| M \| 11°18′S 78°48′E / -11.3, 78.8 \| 7 km \| \| N \| 11°54′S 81°12′E / -11.9, 81.2 \| 10 km \| \| P \| 13°00′S 75°54′E / -13.0, 75.9 \| 10 km \| |          |
| Ansgarius | Coordenadas | Diámetro |
| B         | 11°54′S 83°48′E / -11.9, 83.8 | 29 km    |
| C         | 14°48′S 74°48′E / -14.8, 74.8 | 14 km    |
| M         | 11°18′S 78°48′E / -11.3, 78.8 | 7 km     |
| N         | 11°54′S 81°12′E / -11.9, 81.2 | 10 km    |
| P         | 13°00′S 75°54′E / -13.0, 75.9 | 10 km    |